# (3338) Richter
(3338) Richter es un asteroide perteneciente al cinturón de asteroides, descubierto el 28 de octubre de 1973 por Freimut Börngen desde el Observatorio Karl Schwarzschild, en Tautenburg, Alemania.

## Designación y nombre
Designado provisionalmente como 1973 UX5. Fue nombrado Richter en honor al astrónomo alemán Nikolaus B. Richter